# Anders Wahlstrand
Anders Theodor Wahlstrand, född 23 augusti 1924 i Örebro, död 1986, var en svensk väg- och vattenbyggnadsingenjör.
Wahlstrand, som var son till överlantmätare Per Wahlstrand och Gerda Rosenquist, avlade studentexamen 1942 och utexaminerades från Chalmers tekniska högskola 1946. Han blev ingenjör vid stadsingenjörskontoret i Göteborgs stad 1946, biträdande stadsingenjör i Borås stad 1951, stadsingenjör i Enköpings stad 1953 och var chef för Halmstads stads fastighetskontor från 1957.